# Confédération des syndicats estoniens
L'Eesti Ametiühingute Keskliit (EAKL - Confédération des syndicats estoniens) est une organisation syndicale estonienne fondée en 1991. Elle est affiliée à la Confédération européenne des syndicats et à la Confédération syndicale internationale.

## Lien
Site officiel de l'EAKL